# Paul Dearing
Paul Robert Dearing (* 2. März 1942 in Carrington, New South Wales; † 6. April 2015 in Eleebana, New South Wales) war ein australischer Hockeyspieler. Er gewann mit der australischen Nationalmannschaft eine olympische Bronzemedaille 1964 und eine olympische Silbermedaille 1968.

## Sportliche Karriere
Der 1,75 m große Paul Dearing stand 1963 zum ersten Mal im Tor der australischen Nationalmannschaft. Insgesamt wirkte er bis 1972 in 69 Länderspielen mit.
Bei den Olympischen Spielen 1964 in Tokio gewannen die Australier in der Vorrunde vier Spiele und unterlagen den Mannschaften aus Kenia und Pakistan. Als Gruppenzweite trafen sie im Halbfinale auf den Gruppensieger der anderen Vorrundengruppe und verloren mit 1:3 gegen die indische Mannschaft. Im Spiel um Bronze bezwangen die Australier die Spanier mit 3:2.
Vier Jahre später wurden die Australier auch bei den Olympischen Spielen 1968 in Mexiko-Stadt in der Vorrunde Zweite hinter Pakistan. Wieder trafen sie im Halbfinale auf die indische Mannschaft, die Australier siegten mit 2:1 nach Verlängerung. Im Finale unterlagen die Australier mit 1:2 gegen Pakistan.
1971 fand in Barcelona die erste Weltmeisterschaft statt. Die Australier erreichten in der Vorrunde den vierten Platz in ihrer Gruppe und belegten in der Gesamtwertung den achten Platz. Zum Abschluss seiner internationalen Karriere stand Dearing bei den Olympischen Spielen 1972 in München im Tor. Die Australier belegten in der Vorrunde den vierten Platz in ihrer Gruppe. Mit zwei Siegen nach Verlängerung in den Platzierungsspielen erreichten sie insgesamt den fünften Platz.
Paul Dearing blieb nach seiner internationalen Karriere als Trainer und als Schiedsrichter dem Hockey verbunden. 2008 gehörte er zu den ersten Spielern, die in die neu gegründete Hall of Fame des australischen Hockeyverbands aufgenommen wurden. Sein Sohn Stewart Dearing hatte eine kurze internationale Karriere als Torwart und wurde dann als Schiedsrichter auch international eingesetzt.